# Šećerna bolest
Šećerna bolest ili dijabetes (lat. diabetes mellitus), poremećaj je povećanja razine šećera (glukoze) u krvi, koji se zbiva kada gušterača prestane potpuno ili djelomično proizvoditi hormon inzulin ili proizvedeni inzulin nije djelotvoran u organizmu. U tom slučaju stanice ne dobivaju hranu potrebnu za život. Šećerna se bolest u početku liječi tabletama i dijetom, a kasnije i injekcijama hormona inzulina. Bolest je nasljedna, a vjerojatnost da će ju osoba dobiti (50 %) povećava se ako je osoba pretila.
Znaci šećerne bolesti su:
- često i obilno mokrenje (poliurija)
- umor/slabost
- zamagljen vid
- žeđ
- naglo mršavljenje

## Tipovi šećerne bolesti
Najrasprostranjeniji su Tip 1 i Tip 2 dijabetesa, a poseban oblik bolesti je gestacijski dijabetes koji se javlja kod trudnica.

### Tip 1 šećerne bolesti
- Nekad nazivan inzulin-ovisni tip šećerne bolesti u kojem je životno potrebno u organizam unositi inzulin.
- Ovaj tip bolesti razvija se kad gušterača proizvodi malo ili nimalo inzulina. U tom slučaju inzulin mora biti unijet injekcijom.
- Češće se javlja u djece i adolescenata, ali može se pojaviti i u odraslih.
- Javlja se s učestalošću od oko 10 % od ukupno oboljelih.

Nastanak tipa 1 šećerne bolesti obično je iznenadan i dramatičan, i može uključivati sljedeće simptome i znakove:
- učestalo mokrenje (polakisurija)
- prekomjernu žeđ (polidipsija) i suhoću usta
- izraziti umor/nedostatak energije
- stalnu glad
- nagli gubitak težine
- smetnje vida
- ponavljane infekcije

### Tip 2 šećerne bolesti
- Nekad nazivan o inzulinu neovisan tip šećerne bolesti u kojem je inzulin potreban za metaboličku kontrolu.
- Tip 2 bolesti javlja se kad gušterača nije sposobna stvarati količinu inzulina da udovolji potrebama organizma ili se proizvedeni inzulin ne koristi učinkovito. Ovakvo stanje može se kontrolirati pravilnom prehranom, tabletama i redovnom tjelovježbom.
- Javlja se prvenstveno u odraslih, ali se sve češće razvija i u mlađih osoba.
- Ovo je najčešći oblik šećerne bolesti koji obuhvaća oko 90 % svih oboljelih.

U tipu 2 simptomi se javljaju postupno u mnogo blažem obliku, teže ih je dijagnosticirati, a mogu i izostati. Međutim, simptomi tipa 1 šećerne bolesti, u manje izraženoj formi mogu također biti prisutni i u tipu 2 bolesti. Pojedine osobe s tipom 2 šećerne bolesti nemaju rane simptome pa se dijagnosticiraju i nekoliko godina nakon pojave bolesti. U oko polovice slučajeva sve do razvoja kroničnih komplikacija nema simptoma.

### Gestacijski dijabetes
Gestacijski dijabetes je naziv za hiperglikemiju otkrivenu kod trudnice koja do tada nije bolovala od šećerne bolesti, a hiperglikemija prestaje nakon trudnoće. Ako hiperglikemija traje i nakon poroda tada se u trudnoći radilo o novootkrivenoj šećernoj bolesti. Majčina se glukoza nakon porođaja uobičajeno vraća u normalu.
Ovaj tip dijabetesa izaziva prekomjerni rast i debljanje djeteta. Ako se majci ne snize razine glukoze i dijete može imati povišene razine glukoze u organizmu. Dijete, međutim, neće imati dijabetes unatoč gestacijskom dijabetesu majke.
Žene koje imaju povećan rizik od dobivanja gestacijskog dijabetesa jesu:
- žene starije od 30 godina
- žene prekomjerne mase
- žene iz specifičnih regija Indije, Kine, Malezije, Vijetnama, Polinezije, Malezije
- žene koje su već u prethodnim trudnoćama imale gestacijski dijabetes.

### Inspidni dijabetes
Inspidni dijabetes (lat. diabetes insipidus) uzrokuje nedovoljna količina vazopresina, hormona koji proizvodi mozak. Insipidni dijabetes također nastaje uslijed poremećaja rada bubrega koji ne mogu odgovoriti na neodgovarajuću sekreciju antidiruetskog hormona hipofize. Ovaj hormon govori bubrezima da zadržavaju vodu. Bez dovoljne količine vezopresina organizam gubi velike količine vode. U veoma teškim slučajevima osoba može izgubiti i do 30 litara urina. Liječenje je nužno jer dolazi do dehidracije i velike koncentracije soli u krvi.
Inspidni dijabetes prati visoka razina glukoze. Ovaj tip dijabetesa se liječi lijekovima i nadomjeskom vazopresina i pravilnom ishranom s niskim razinama soli.

## Komplikacije šećerne bolesti
Komplikacije šećerne bolesti dijele se u akutne i kronične komplikacije.

### Akutne komplikacije
Akutne komplikacije šećerne bolesti su:
- Dijabetička ketoacidoza
- Hipoglikemija
- Hiperglikemija
- Hiperosmolarno neketotičko stanje
- Dijabetička koma
- Acidoza mliječnom kiselinom

### Kronične komplikacije
Kronične komplikacije šećerne bolesti možemo podijeliti na vaskularne komplikacije i nevaskularne komplikacije:
- Vaskularne komplikacije:
  - mikroangiopatije:
    - dijebetička retinopatija
    - dijebetička nefropatija

  - makroangiopatije:
    - koronarna bolest
    - periferna vaskularna bolest
    - cerebrovaskularna bolest
- Nevaskularne komplikacije:
  - neuropatije:
    - mononeuropatija
    - polineuropatija
- Dijabetičko stopalo je najčešća kronična komplikacija šećerne bolesti uzrokovana međusobnim djelovanjem vaskularnih (mikorangiopatija i makroangiopatija) i nevaskularnih komplikacija (neuropatija).

## Dijagnosticiranje
Dijabetes mellitus karakteriziran je rekurentnom ili perzistentnom hiperglikemijom, te se dijagnosticira demonstriranjem jednog od sljedećeg:
- razina glukoze u krvi (GUK) veća je od 7,0 mmol/L (126 mg/dL) pri posti;
- GUK (glukoza u krvi) je veći od 11,1 mmol/L (200 mg/dL) dva sata nakon uzimanja 75 g glukoze oralno kao pri testu tolerancije glukoze,
- simptomi hiperglikemije i GUK viši od 11.1 mmol/L,
- glikozilirani hemoglobin veći od 6,5 %.[1]

## Liječenje
U liječenju šećerne bolesti posebno mjesto zauzima edukacija, samopraćenje i samozbrinjavanje. Bolest se liječi pravilnom prehranom i tjelovježbom, nakon čega nastupa liječenje lijekovima (antidijabeticima).
Od oralnih hipoglikemika se koriste derivati sulfonilureje (npr. klorpropamid, glibenklamid, glikvidon), meglitinidi, bigvanidi (metformin), tiazolidinedioni, inhibitori alfa-glukozidaze (akarboza). Različite vrste inzulina također se koriste u terapije. Od novijih lijekova spominju se peptidni analozi (stimulatori inkretina, inhibitori dipeptidil peptidaze 4, analozi amilina).